# U-471

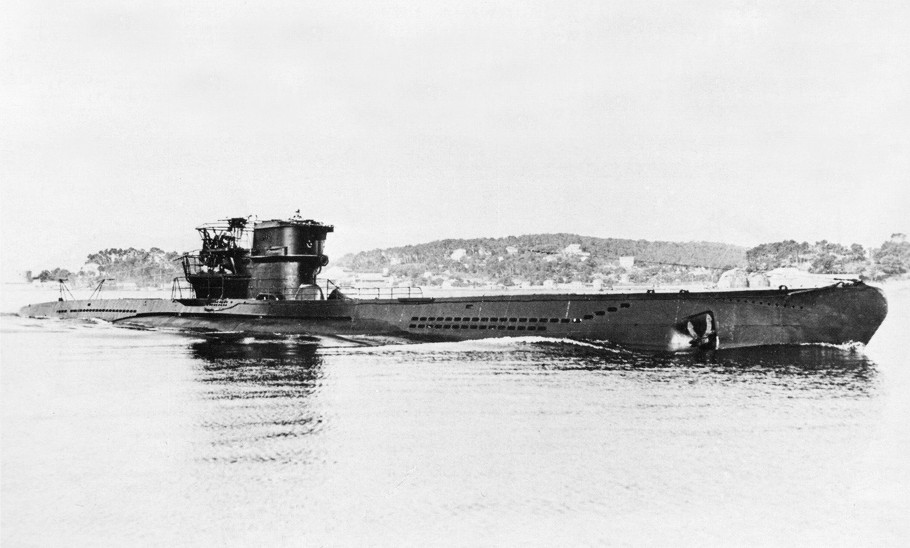
L'U-471

El submarí alemany U -471 va ser un submarí tipus VIIC construït per a la Kriegsmarine de l'Alemanya nazi per al servei durant la Segona Guerra Mundial. Deutsche Werke li va posar la quilla el 25 d'octubre de 1941 a Kiel amb número de drassana 302, avarat el 6 de març de 1943 i posat en servei el 5 de maig de 1943 sota el comandament del Kapitänleutnant Friedrich Kloevekorn.
Enfonsat l'agost de 1944 després d'un atac aeri contra Toló, tornà al servei el 1946 i serví a la Marina francesa fins al 1962 sota el nom de Millé.

## Disseny
Els submarins alemanys de tipus VIIC van ser precedits pels submarins de tipus VIIB més curts. L'U-471 tenia un desplaçament de 769 tones (757 tones llargues) quan estava a la superfície i de 871 tones (857 tones llargues) mentre estava submergit. Tenia una longitud total de 67,10 m (220 peus 2 polzades), una longitud del casc a pressió de 50,50 m (165 peus 8 polzades), una mànega de 6,20 m (20 peus 4 polzades), una alçada de 9,60 m (31 peus 6 polzades) i un calat de 4,74 m (15 peus 7 polzades). El submarí estava propulsat per dos motors dièsel sobrealimentats de sis cilindres i quatre temps Germaniawerft F46, produint un total de 2.800 a 3.200 cavalls de potència (2.060 a 2.350 kW; 2.760 a 3.160 shp) per al seu ús a la superfície, dos motors elèctrics de doble efecte GU 343/38–8 Siemens-Schuckert que produïen un total de 750 cavalls de potència (75500 kW); shp) per utilitzar-lo submergit. Tenia dos eixos i dues hèlixs d'1,23 m (4 peus). El vaixell era capaç d'operar a profunditats de fins a 230 metres (750 peus).
El submarí tenia una velocitat màxima en superfície de 17,7 nusos (32,8 km/h; 20,4 mph) i una velocitat màxima submergida de 7,6 nusos (14,1 km/h; 8,7 mph). Quan estava submergit, el vaixell podia operar durant 80 milles nàutiques (150 km; 92 milles) a 4 nusos (7,4 km/h; 4,6 mph); mentre que a la superfície podia viatjar 8.500 milles nàutiques (15.700 km; 9.800 milles) a 10 nusos (19 km/h; 12 mph).
L'U-471 estava equipat amb cinc tubs de torpedes de 53,3 cm (21 polzades) (quatre muntats a la proa i un a la popa), catorze torpedes, un canó naval SK C/35 de 8,8cm (3,46 polzades), 220 projectils i un canó antiaeri C/30 de 2 cm (0,79 polzades). El vaixell tenia una tripulació de d'entre 44 i 60 oficials i mariners.

## Historial de servei
Va rebre la seva formació bàsica a la 5a Flotilla Submarina fins al 31 d'octubre de 1943, quan es va unir a la seva formació de combat, la 1a Flotilla d'U-boat, fins que el 30 d'abril de 1944 seria destinat a la 29a Flotilla d'U-boat, on acabaria la seva carrera.
La seva primera patrulla va tenir lloc del 27 de novembre de 1943 fins al 30 de gener de 1944, sortint de Kiel, navegant cap a l'Atlàntic. Es va unir a un grup de submarins al nord del Canal a la recerca de combois.
El 23 de desembre de 1943, el grup es va creuar amb el comboi TU 5. Aquest comboi estava escortat per la Task Force 58. L'U-471 va disparar un torpede contra l'USS Arkansas, però no el va colpejar. El mateix dia, va ser atacat per un Liberator del Comandament Costaner que li va infligir alguns danys i 3 homes van resultar ferits.
EL13 de gener de 1944, l'U-471 va disparar un torpede contra un edifici a l'oest d'Irlanda, sense cap resultat. Va tornar a Brest  després de 65 dies al mar.
La seva segona patrulla, sortint de Brest cap a Toló, va durar 28 dies. Va creuar l'estret de Gibraltar la nit del dia 5 al 6 d'abril de 1944 i va arribar al seu port d'origen el 12 d'abril.
La seva tercera patrulla, del 18 de maig fins al 15 de juny de 1944, navegant per la Mediterrània. Va tornar a Toló després de 29 dies al mar, sense èxit.
L'U-471 va ser enfonsat el 6 d'agost de 1944, al port militar de Toló a la posició 43° 07′ N, 05° 55′ E / 43.117°N,5.917°E, durant un atac aeri nord-americà de B-24 Liberators de la 15a Flota de la USAAF.
El 20 de maig de 1945, va ser reflotat, reacondicionat i admès al servei actiu a la Marina francesa a partir de 1946. Va ser a Lorient on va ser rebatejat com Millé, en honor del tinent Millé, comandant del submarí Protée, perdut amb tota la tripulació davant les costes de la Provença el desembre de 1943. El primer comandant del Millé va ser el tinent naval francès Guepin. Al llarg de la seva carrera a l'Armada francesa, va continuar navegant per a l'entrenament de vaixells de superfície i submarins.
Va ser eliminat de les llistes de vaixells de combat i va ser desarmat el 9 de juliol de 1963 (es convertí en el Q 339) i s'uní al que s'anomenà “cementiri de vaixells antics” a Brégaillon.
Més tard va ser enderrocat.

### Llopades
L'U-471 va participar en sis llopades, a saber:
- Coronel 1 (14-17 de desembre de 1943)
- Sylt (18-23 de desembre de 1943)
- Rügen 3 (26-28 de desembre de 1943)
- Rügen 4 (28 de desembre de 1943 - 2 de gener de 1944)
- Rügen 3 (2-7 de gener de 1944)
- Rügen (7-22 de gener de 1944)[4]

### Comandants
- Kptlt. Friedrich Kloevekorn - 5 de maig de 1943 – 6 d'agost de 1944